# Karlsruher 12-Schritte-Programm
Das Karlsruher 12-Schritte-Programm (KZSP) ist ein Lernprogramm für den ersten Alleingang als selbstständiger Fußgänger im Straßenverkehr. Es ist ein Produkt des Karlsruher Didaktikmodells Verkehrserziehung vom Kinde aus, das im Senatsauftrag der Pädagogischen Hochschule Karlsruhe von Siegbert A. Warwitz konzipiert und bei den umfangreichen Untersuchungen zu seiner Wirksamkeit durch Mittel des Landes Baden-Württemberg unterstützt wurde.
Die Fähigkeit zum eigenverantwortlichen sicheren Bewegen im Nahbereich des Elternhauses gilt als Teil der Schulreife, die mit dem Schuleintritt erreicht sein sollte. Zielgruppen sind daher die Vorschüler, die Schulanfänger und ältere behinderte Kinder. Das Anfang der 1990er-Jahre entstandene, nach den örtlichen Gegebenheiten flexibel modifizierbare Lernprogramm  hat sich über den gesamten deutschen Sprachraum verbreitet.

## Konzeption
Das KZSP strebt einerseits die möglichst schnelle Verkehrsmündigkeit des Kindes an als bestem Garanten für die Schulwegsicherheit. Andererseits will es die Vermeidung der gefährlichen „Schul-Rushhour“ erreichen.  Aus diesem Grunde wird Elternaufklärung betrieben, werden mit den Gemeinden flankierende Maßnahmen wie Fahr- oder Halteverbote im Umkreis der Schulen angestrebt sowie Schülerlotsen und Verkehrshelfer ausgebildet.
Die Durchführung des Schnellkurses zu einer Erstsicherung des Kindes erfordert nur wenige Stunden Zeitaufwand. Sie wird den Eltern als Vorbereitung auf die Einschulung dringend empfohlen und notfalls während der ersten Schulwoche von den Lehrkräften nachgeholt.
Das Lernprogramm umfasst zwölf Arbeitsschritte, die mit ein bis zwei Kindern unter Anleitung durch einen sachkundigen Erwachsenen absolviert werden. Kennzeichnend ist die Methode des entdeckenden Lernens, mit der die Kinder ihre Verkehrsumwelt in einem natürlichen Lernprozess weitestgehend in eigener Regie erkunden dürfen. Die Begleitperson beschränkt sich auf das Animieren, Beraten und Schützen. Die Aufgaben stellt die Verkehrsrealität. Übungsort ist die unmittelbare häusliche Umgebung mit den Wegen zum Bäcker, zum Kindergarten, zur Schule. Das Programm will helfen, die konkreten Gefahrenmomente zu erkennen, sichere Wege zu finden und geeignete Maßnahmen zur Selbstsicherung zu treffen. Dazu werden die kritischen Verkehrsstellen mit dem Kind abgegangen, Fragen gestellt, Verhaltensregeln entworfen, Probleme durchgespielt. Das Programm bietet Kind und Betreuer Anregungen für die Gestaltung des Lernprozesses mit bebilderten Beispielszenen, mit Fragen zum Entscheiden, mit Vorschlägen zu Verhaltensalternativen und Hinweisen, die das Wahrnehmungsvermögen und das Problembewusstsein schärfen sollen. Alle Lernschritte werden mehrfach geübt. Verführungen zu verkehrswidrigem Verhalten dienen als unmittelbare Lernkontrollen.

## Ablauf
- Schritt 1: befasst sich mit dem Gefahrenpotenzial und der sicheren Nutzung des Gehwegs.
- Schritt 2: behandelt das Begehen einer nicht durch einen Gehweg schützenden Landstraße.
- Schritt 3: setzt sich mit dem Passieren einer Straße über eine Fußgängerbrücke und einen Fußgängertunnel auseinander.
- Schritt 4: veranschaulicht das Überqueren einer Straße mit Hilfe eines Polizisten, eines Schülerlotsen oder eines Schulweghelfers.
- Schritt 5: hilft bei der Bedienung einer Druckampel.
- Schritt 6: unterstützt bei der Entdeckung  und Nutzung der Übergangshilfe Zebrastreifen.
- Schritt 7: schult das Straßequeren ohne Verkehrshilfen.
- Schritt 8: vermittelt Gefahrenbewusstsein und die Technik des Straßequerens hinter Sichthindernissen.
- Schritt 9: zeigt, wie man gefahrenträchtige Hindernisse (parkende Autos oder Baustellen) sicher passieren kann.
- Schritt 10: erarbeitet den Umgang mit schwierigen Wegeverhältnissen wie Eisglätte, Schnee, Dunkelheit, Nebel oder Regen.
- Schritt 11: bemüht sich um das richtige Verhalten in Notfällen wie einem Unfall oder beim Verirren in fremder Umgebung.
- Schritt 12: schließlich übt das selbstständige Begehen der für das Kind wichtigen Verkehrsräume. Er dient gleichzeitig als praktische Lernkontrolle.[1]

## Beurteilung und Einordnung
Schulwegunfälle erfordern nach der Statistik des Statistischen Bundesamtes der Bundesrepublik Deutschland bei Kindern die meisten Opfer. Hiervon sind wiederum die Schulanfänger am schwersten betroffen. Dieser Tatsache trägt das KZSP Rechnung. Die zwischenzeitlich über fast drei Jahrzehnte reichenden Erfahrungswerte mit dem Programm erweisen einen stetigen Rückgang der Unfallzahlen mit Kindern. Von den an den Langzeitstudien beteiligten, mit dem Programm arbeitenden Schulen wurden in dieser Zeit keine Todesfälle und keine nennenswerten Verletzungen während des Schulwegs bekannt. Die amtliche Unfallstatistik für die Bundesrepublik Deutschland stellt einen längerfristig signifikanten Trend der stetigen Verringerung der Unfallzahlen mit Kindern fest, wobei dem KZSP und dem verbreiteten Fußgängerdiplom zumindest ein erheblicher Wirkungsanteil zuzuschreiben sein dürfte: „Besonders verbessert hat sich die Situation bei den kindlichen Fußgängern: Im Jahr 2015 kamen 27 Kinder als Fußgänger ums Leben, im Jahre 1978 waren es mit 701 Kindern noch rund sechsundzwanzigmal so viele. Das Unfallrisiko der Kinder ist damit von 468 Verunglückten je 100 000 Einwohner ihrer Altersklasse im Jahr 1978 auf 264 Kinder im Jahr 2015 gesunken. Noch stärker sank in diesem Zeitraum das Risiko für die Kinder im Straßenverkehr zu sterben, nämlich von 94 Kinder je eine Million Einwohner unter 15 Jahren auf acht Kinder im Jahr 2015.“
Statistisch auffällig ist auch, dass den südlichen Bundesländern Baden-Württemberg, Bayern, Rheinland-Pfalz und Hessen, dem Entstehungs- und Hauptverbreitungsraum des Lehrangebots, mit durchgängig weniger verunglückten Kindern (ca. 230 je 100.000 Einwohner), vom Statistischen Bundesamt im Hinblick auf die Unfallreduzierung bei Kindern noch einmal erheblich bessere Erfolgszahlen bescheinigt werden als den nördlichen Bundesländern (ca. 350 je 100.000 Einwohner der Altersgruppe).
Das KZSP ist als Einstieg in das didaktische Konzept Verkehrserziehung vom Kinde aus zu verstehen. Es schafft eine Leben und Gesundheit schützende Erstsicherung des Kindes und dient damit als Basis für eine Verkehrsteilnahme des Vorschulkindes und Schulanfängers. Es wurde mit mehreren tausend Kindern unter Mithilfe von Lehrern und Lehramtsanwärtern hinsichtlich seiner Wirksamkeit evaluiert. Die Gesamtkonzeption sieht eine Weiterbegleitung der kindlichen Selbsterfahrungen in aufbauenden  fächerübergreifenden Lernprojekten vor.